# 鐵十字勳章 (電影)
《鐵十字勳章》（英語：Cross Of Iron）是1977年英國及西德的戰爭片，是「血腥暴力派」祖師山姆畢京柏名作，男主角是詹姆士柯本，演一位第二次世界大戰在蘇聯最是慘烈東戰場得到鐵十字勳章之德軍戰鬥英雄，壕溝戰、肉搏戰場面拍攝激烈真實，相當血腥。

## 剧情简介
鐵十字勳章是德軍授予戰鬥英雄的勳章，地位崇高；可是德軍內部存在不少管理問題，往往在論功行賞時，並不能正確頒發，甚至發生冒功領賞者殺害有戰功者，以免活口對質穿幫被發現冒功。
在歷經無數次與敵軍慘烈戰鬥之後，影片結局竟是詹姆士柯本領導一班弟兄自前線返回部隊，冒功領賞的隊長竟命令部下以MG42通用機槍掃射他們！影片在被亂槍掃射的十幾名痛苦扭動身驅（又見著名之血灑芭蕾舞拍攝手法）停格結束，詹姆士柯本因為仇恨而殺了那位部下，接著他去找那位隊長，也想殺了他，此時科本想起了隊長為了鐵十字勳章所做出的一切，於是逼迫隊長與他一同作戰，以符合鐵十字勳章的本意，此時電影音樂竟是德語發音愉悅稚嫩的德國童謠“小蜜蜂”唱出，相當諷刺也更加悲哀；也深沉檢討德軍戰敗原因之一。